# Arnoldus Johannes Antonius Baltussen
Arnoldus Johannes Antonius Baltussen (Driel, 31 augustus 1914 - Nijmegen, 13 februari 1995) was een Nederlands politicus van de KVP.
In januari 1950 werd hij benoemd tot burgemeester van Appeltern en in december 1957 werd hij daarnaast burgemeester van Batenburg. In februari 1966 volgde zijn benoeming tot burgemeester van Groesbeek wat hij tot zijn pensionering in september 1979 zou blijven. Baltussen overleed begin 1995 op 80-jarige leeftijd.

Cora Baltussen (1912–2005) was zijn zus.